# Distrito de Tojikobod
Tojikobod (en tayiko: Ноҳияи Тоҷикобод) es un distrito de Tayikistán, en la Región bajo subordinación republicana . 
El centro administrativo es la ciudad de Tojikobod.

## Demografía
Según estimación 2009 contaba con una población total de 30 574 habitantes.

## Otros datos
El código ISO es TJ.RR.TJ, el código postal 737450 y el prefijo telefónico +992 3154.